# Rhodanassa
Rhodanassa is een geslacht van vlinders van de familie sikkelmotten (Oecophoridae), uit de onderfamilie Stenomatinae.

## Soorten
- R. callimnestra Meyrick, 1915
- R. io Busck, 1911